# LP 658-2
LP 658-2是一顆位於獵戶座的白矮星。 視星等大約14.488。

## 距離
根據2009年的一篇論文，它是距離太陽最近的第八顆已知白矮星（僅次於天狼星B、南河三B、范馬南星、GJ 440、波江座40B、施泰因2051B和G 240-72）。

## 物理參數

### 顏色
儘管它被歸類為“白”矮星，但由於溫度比太陽低，可與橙矮星相媲美，因此它看起來是黃白色而不是白色。